# 完冒镇
完冒乡，是中华人民共和国甘肃省甘南藏族自治州卓尼县下辖的一个乡镇级行政单位。

## 行政区划
完冒乡下辖以下地区：
根沙村、俄化村、康木车村、沙冒多村和沙冒后村。